# Futuro de Aland
O Futuro de Aland (em sueco:  Ålands Framtid) é um partido político separatista das ilhas de Aland. O objetivo do partido é tornar Aland um estado independente.

## Resultados eleitorais

### Lagting(Parlamento das Ilhas de Aland)
| Data | Votos | %     | Eleitos |
| ---- | ----- | ----- | ------- |
| 2003 | 800   | 6,5%  | 2 / 30  |
| 2007 | 1070  | 8,3%  | 2 / 30  |
| 2011 | 1286  | 9,9%  | 3 / 30  |
| 2015 | 1016  | 7,35% | 2 / 30  |
| 2019 | 659   | 4,64% | 1 / 30  |